# آنتزا
آنتزا (به لاتین: Anteza) یک منطقهٔ مسکونی در ماداگاسکار است که در Manakara واقع شده‌است. آنتزا ۹٬۰۰۰ نفر جمعیت دارد و ۷۹ متر بالاتر از سطح دریا واقع شده‌است.